# Kilmovee
Kilmovee är en ort i republiken Irland.   Den ligger i grevskapet Maigh Eo och provinsen Connacht, i den norra delen av landet, 170 km väster om huvudstaden Dublin. Kilmovee ligger 89 meter över havet och antalet invånare är 613.
Terrängen runt Kilmovee är platt, och sluttar söderut. Runt Kilmovee är det glesbefolkat, med 20 invånare per kvadratkilometer. Närmaste större samhälle är Ballyhaunis, 14,1 km söder om Kilmovee. Trakten runt Kilmovee består i huvudsak av gräsmarker.